# Christuskirche (Wolfsburg)

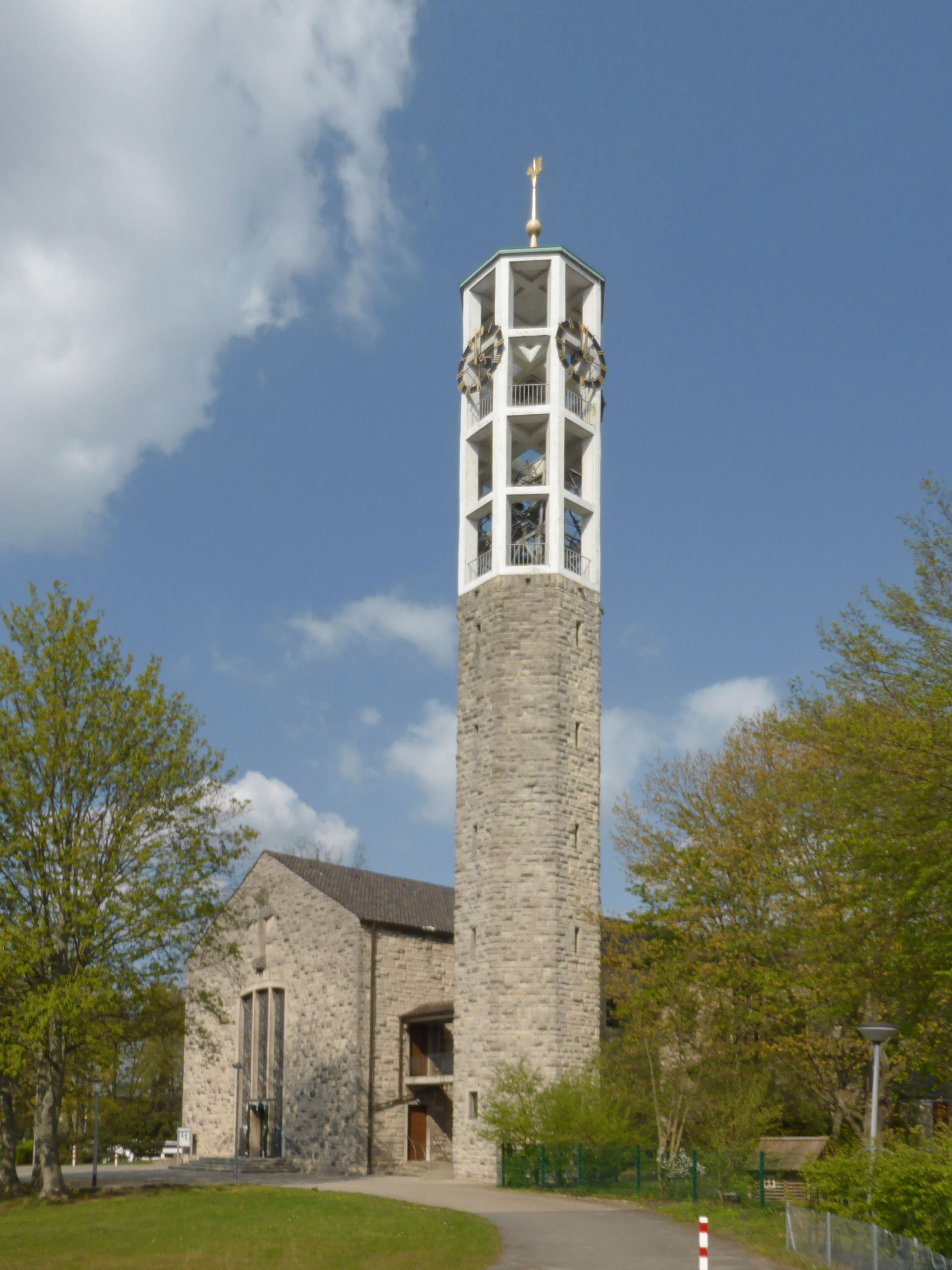
Christuskirche, Blick von Südwesten

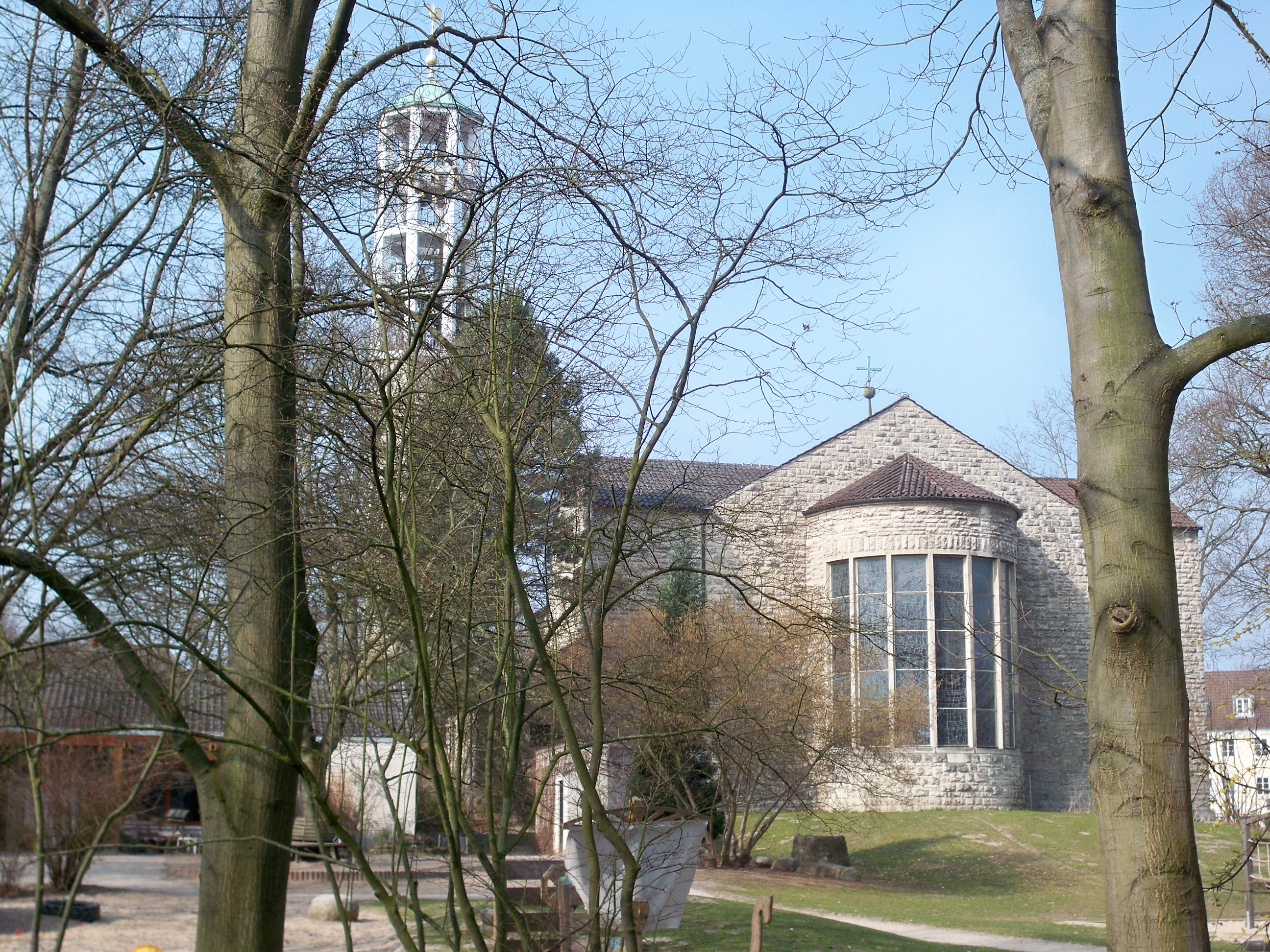
Die Kirche von Osten

Die evangelisch-lutherische Christuskirche ist ein 1951 eingeweihter Bau von Gerhard Langmaack in Wolfsburg-Schillerteich in Niedersachsen. Sie ist die Hauptkirche des Kirchenkreises Wolfsburg-Wittingen. Ihre Adresse ist An der Christuskirche 4.

## Geschichte
1938 – zum Zeitpunkt der Stadtgründung – befanden sich im Stadtgebiet bereits die beiden historischen evangelisch-lutherischen Kirchen St. Annen und St. Marien, die für die wachsende Stadt jedoch nicht ausreichend waren. Lokale Planungen von 1939, die den Bau einer evangelischen Kirche an der Litzmannstraße (heutige Friedrich-Ebert-Straße) vorsahen, konnten nicht realisiert werden, da Adolf Hitler den Bau von Kirchen und selbst die Reservierung von Kirchbauplätzen in neu entstehenden Siedlungen grundsätzlich abgelehnt hatte. Auf dem 1939 vorgesehenen Kirchbauplatz befindet sich heute die Gaststätte „Gilde-Bräu-Häuschen“ und der dahinterliegende Parkplatz.
Nach Ende des Zweiten Weltkriegs diente zunächst eine südlich der Heinrich-Heine-Straße stehende Schulbaracke als Treffpunkt der evangelischen Kirchengemeinde. Die Gottesdienste fanden in der St.-Annen-Kirche statt. Im Winter 1946/47 wurde eine Barackenkirche mit Glockenturm südlich des „Schwarzen Weges“ (der heutigen Pestalozziallee) errichtet, am 1. Advent 1947 erfolgte ihre Einweihung. Diese Baracke diente zuvor dem Volkswagenwerk als Mannschaftsbaracke. Schon bald jedoch genügte sie nicht mehr den Anforderungen. Sie bestand bis 1951 und wurde wieder abgerissen. An ihrer Stelle entstand von 1951 bis 1955 das heutige Ratsgymnasium.
Der Bau der Christuskirche nach Plänen von Gerhard Langmaack begann im Herbst 1950, unterstützt durch einen Zuschuss des Volkswagenwerks. Am 30. September 1951 wurde sie als erste massiv gebaute evangelische Kirche Wolfsburgs nach der Stadtgründung eingeweiht. Damals gehörten etwa 70 Prozent der Wolfsburger Bevölkerung der evangelisch-lutherischen Kirche an. Zeitgleich wurde die römisch-katholische Kirche St. Christophorus nahe der Christuskirche errichtet, ebenfalls die größte Kirche ihrer Konfession in der Stadt. Anfangs war der Christuskirche die Christusgemeinde zugeordnet. 1952 erfolgte in der Nachbarschaft der Bau eines Gemeindehauses und – südlich der Kirche – eines Jugendheims; zwischen Kirche und Jugendheim wurde 1953 ein Pastorat errichtet. Das Jugendheim wurde 1969 zur „Evangelischen Familienbildungsstätte“, kurz „Fabi“, umgebaut. 1975 bis 1976 baute man zwischen Pastorat und Kirche einen evangelischen Kindergarten.
2006 fusionierte die Christusgemeinde mit den Wolfsburger Gemeinden St. Annen, Martin Luther und Johannes zur Stadtkirchengemeinde, die rund 6.000 Gemeindeglieder umfasst. 2009 zog die „Familienbildungsstätte“ in das „Haus der Kirche“ – das ehemalige Gemeindehaus – um. Zahlreiche Kirchenkreisdienste haben seither dort ihren Sitz; die Kurse der „Fabi“ finden dort oder auf der gegenüberliegenden Seite der Friedrich-Ebert-Straße statt. Das ehemalige Gebäude der „Fabi“ wurde Amtssitz des Superintendenten des Kirchenkreises.

## Lage, Architektur, Ausstattung und Nutzung

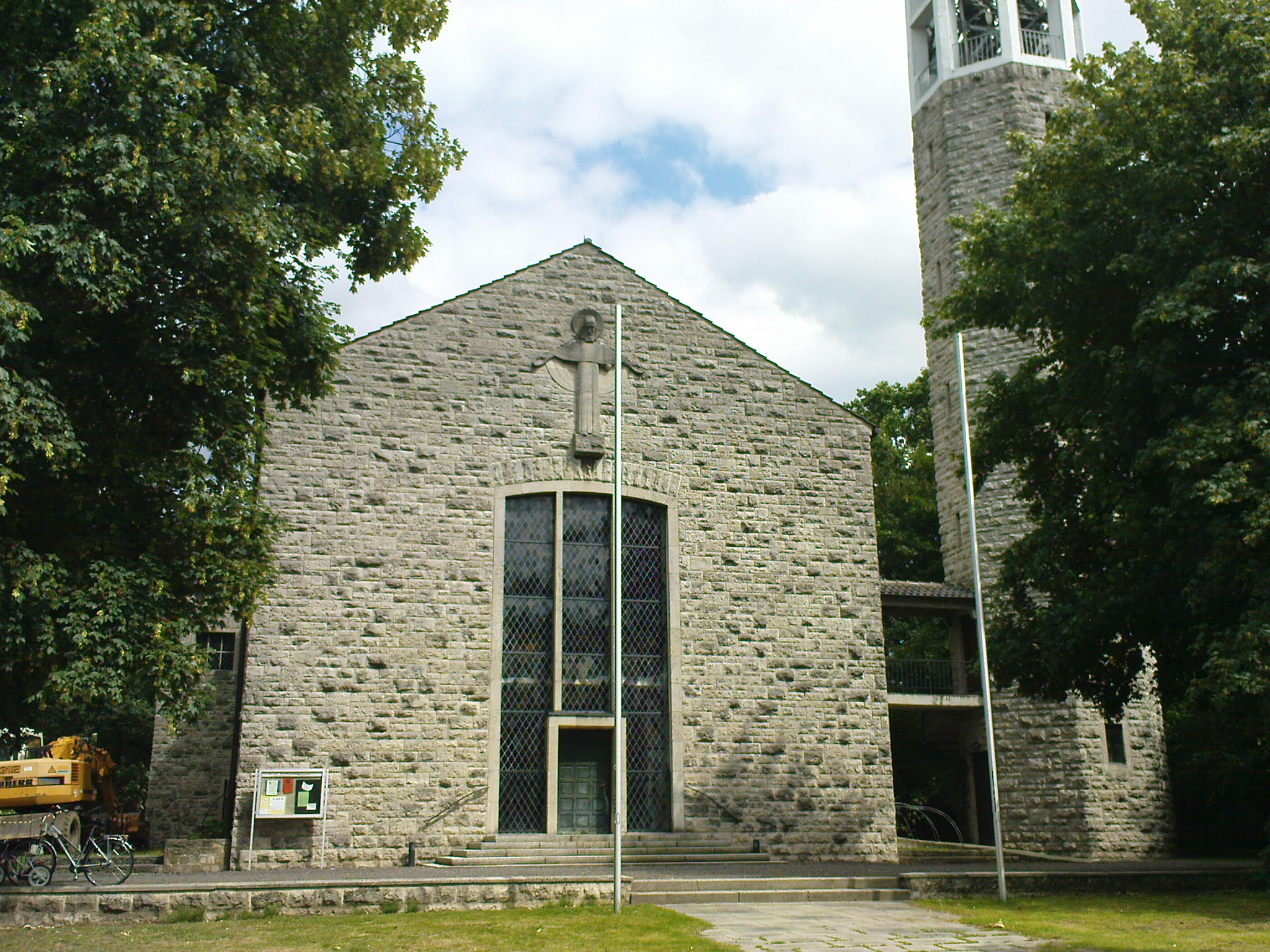
Hauptportal der Christuskirche

Die Kirche steht auf einem begrünten Areal im Wolfsburger Stadtteil Schillerteich, direkt am  Großen Schillerteich, nach dem der Stadtteil benannt wurde. Sie steht auf einer kleinen, künstlich errichteten Anhöhe. Der Grundriss der Kirche ist kreuzförmig, mit dem Chor im Osten. Sie ist außen mit Elmkalkstein verkleidet. An den Wänden des Langhauses befinden sich in großer Höhe 18 Fenster, die viel Licht hineinlassen. Der Innenraum wird von einer Kassettendecke abgeschlossen. Im Querschiff steht ein Taufstein mit Taufbecken, dahinter befindet sich die Kanzel. Die Orgel wurde 1951 von Paul Ott gebaut und später mehrfach verändert, sie steht links neben dem Altar im Querhaus.
Die Kirche hat 680 Sitzplätze, von denen man auf den Altar und die dahinterliegenden Altarfenster blickt, die den wiederkehrenden Christus zeigen. Sie entstanden nach Entwürfen von Johanna Schütz-Wolff in einer Braunschweiger Werkstatt. Der Gang verläuft vom Hauptportal mittig bis zum Altar. Zu beiden Seiten des Gangs stehen je sechs schlanke Säulen mit achteckigem Grundriss. Außen über dem Hauptportal befindet sich eine steinerne Christusfigur, gestaltet von Rolf Scheibner (Hamburg).
Der freistehende, schlanke Turm steht südlich des Hauptportals. Sein Grundriss ist oktogonal. Er ist zu zwei Dritteln ebenfalls mit Elmkalkstein verkleidet, im offenen Glockenbereich darüber mit weiß gestrichenen Säulen und einer Turmuhr mit vier Zifferblättern versehen. Der Turm ist mit einem oktogonalen Kupferdach gedeckt, auf dem ein Wetterhahn steht. Die älteste der sechs Glocken wurde vermutlich Anfang des 15. Jahrhunderts gegossen; sie stammt aus Schlesien und kam über einen Hamburger Glockenfriedhof nach Wolfsburg. Von der Kirche führt ein Gang im ersten Stock zum Turm.
Sonntags werden regelmäßig Gottesdienste gehalten. Regelmäßig finden Aufführungen geistlicher Musik statt. Außerdem wird die Kirche für Kasualien genutzt.